# Al Warqaa
Al Warqaa, a volte scritto Al Warqa`a,  è un quartiere di Dubai.

## Geografia fisica
Al Warqaa si trova nel settore orientale di Dubai nella zona di Deira.
Il quartiere è suddiviso in cinque sotto-comunità: 
- Al Warqa First (comunità 421);
- Al Warqa Second (comunità 422);
- Al Warqa Third (comunità 423);
- Al Warqa Fourth (comunità 424);
- Al Warqa Fifth (comunità 425).

Al Warqa Fifth ospita il Dubai Safari Park, il più grande Zoo safari degli Emirati Arabi.